# Jaime Pimentel

Jaime Fernández Pimentel (Málaga; 2 de julio de 1933), más conocido como Jaime Pimentel, es un escultor español.

## Biografía
Nacido en Málaga, Pimentel pasó su juventud en la localidad de Los Rubios, en el municipio de Rincón de la Victoria. Trabajó como arquitecto de interiores en Noruega, donde también estudia técnicas de escultura. Más adelante trabajó en Estados Unidos haciendo bustos por encargo.
Miembro de la Real Academia de Bellas Artes de San Telmo ha realizado obras icónicas de Málaga como son El Cenachero o el burrito Platero del Parque, sobre cuya grupa se han fotografiado generaciones de hijos de malagueños.
Otras obras destacadas del artista son la Estatua del Biznaguero,  la Niña de Benalmádena, las gaviotas del Parque del Retiro de Madrid, las gaviotas que se elevan en la parte superior del Auditorio Eduardo Ocón, el monumento a la diosa fenicia Noctiluca en el paseo marítimo de Rincón de la Victoria o el Jabegote en el Paseo de Larios de Torre del Mar.
El escultor ha sido reconocido en  homenajes y galardones, siendo premiado con el Escudo de Oro de la ciudad de Vélez-Málaga en 2007, con el Premio Piyayo que concede el Centro Cultural Flamenco 'El Cenachero' en 2008, con el Premio Estrella Feniké 2008 o Hijo Adoptivo del Rincón de la Victoria.

### Galería

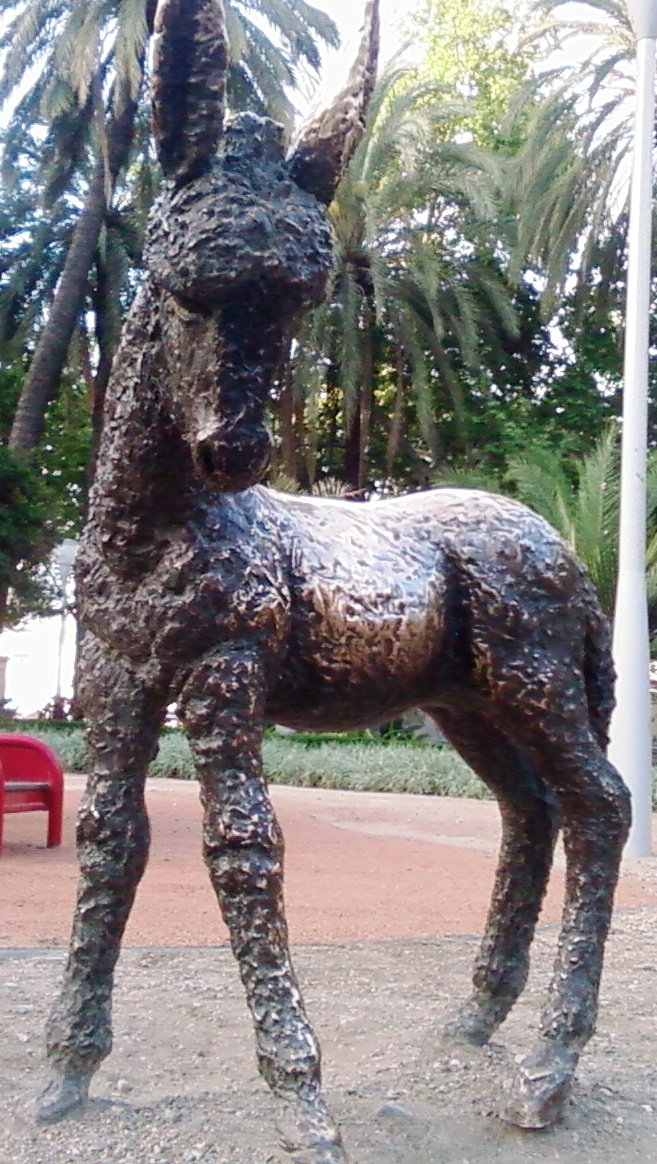
Platero
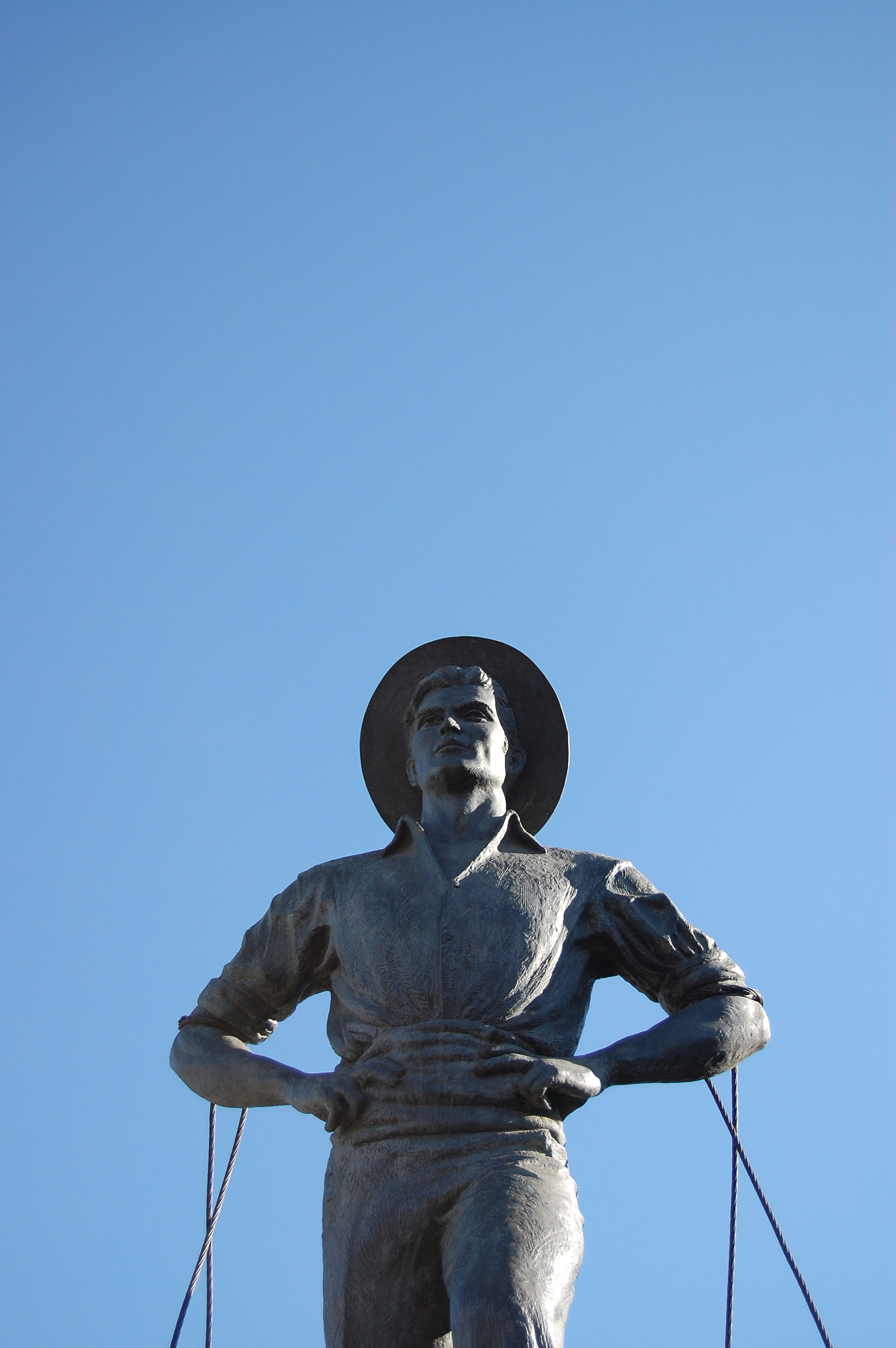
El cenachero
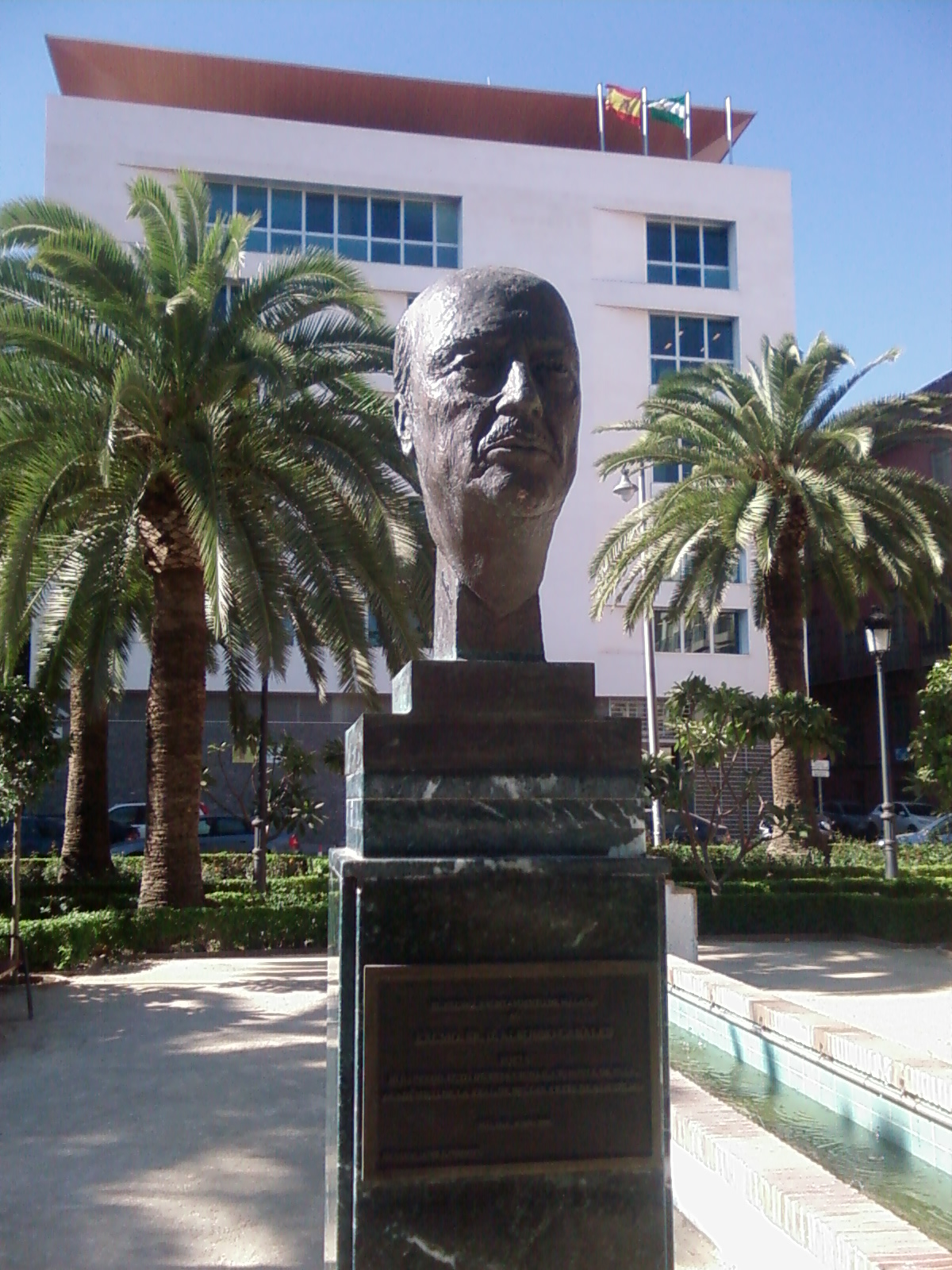
Busto de Alfonso Canales
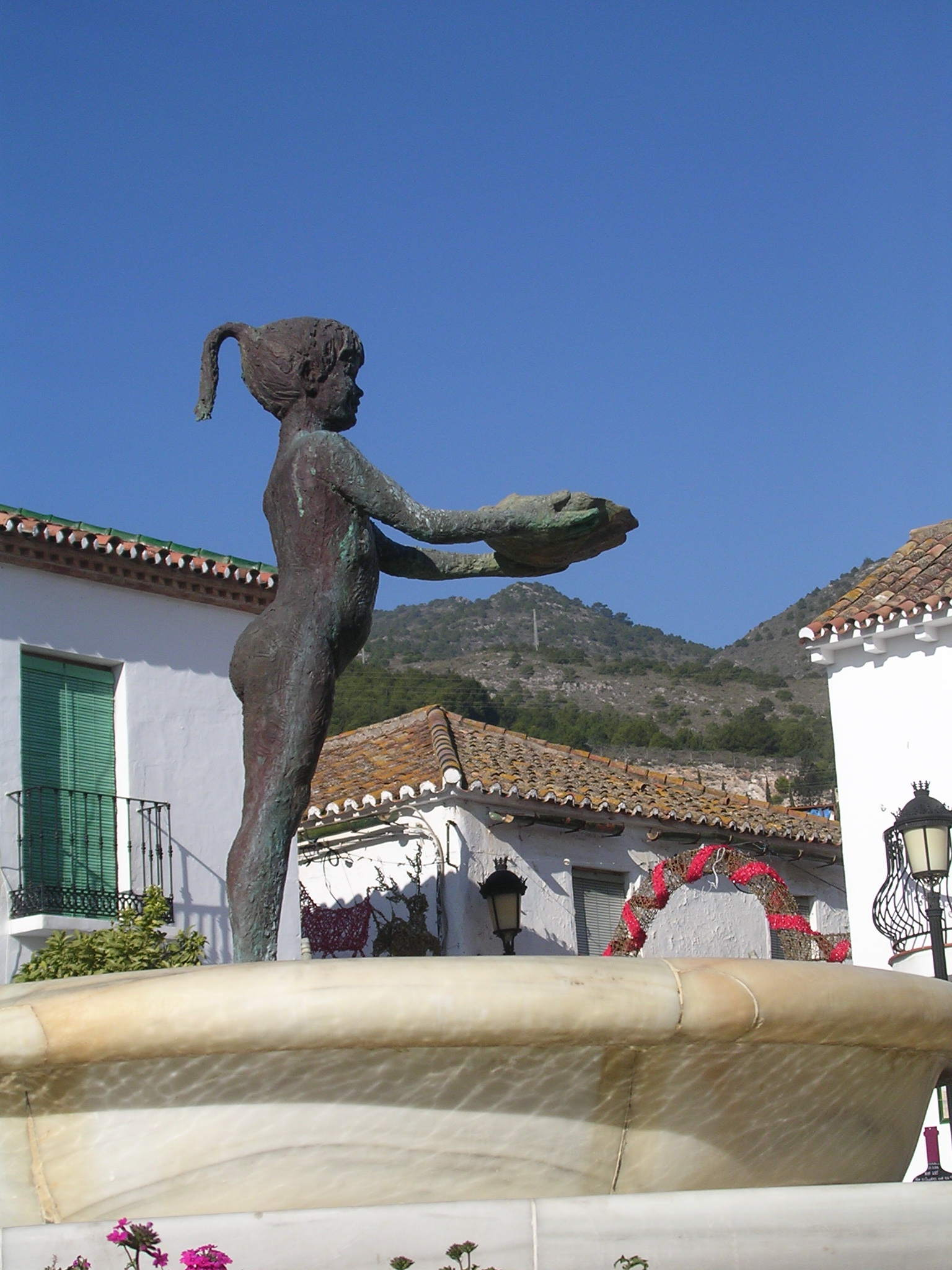
La Niña de Benalmádena
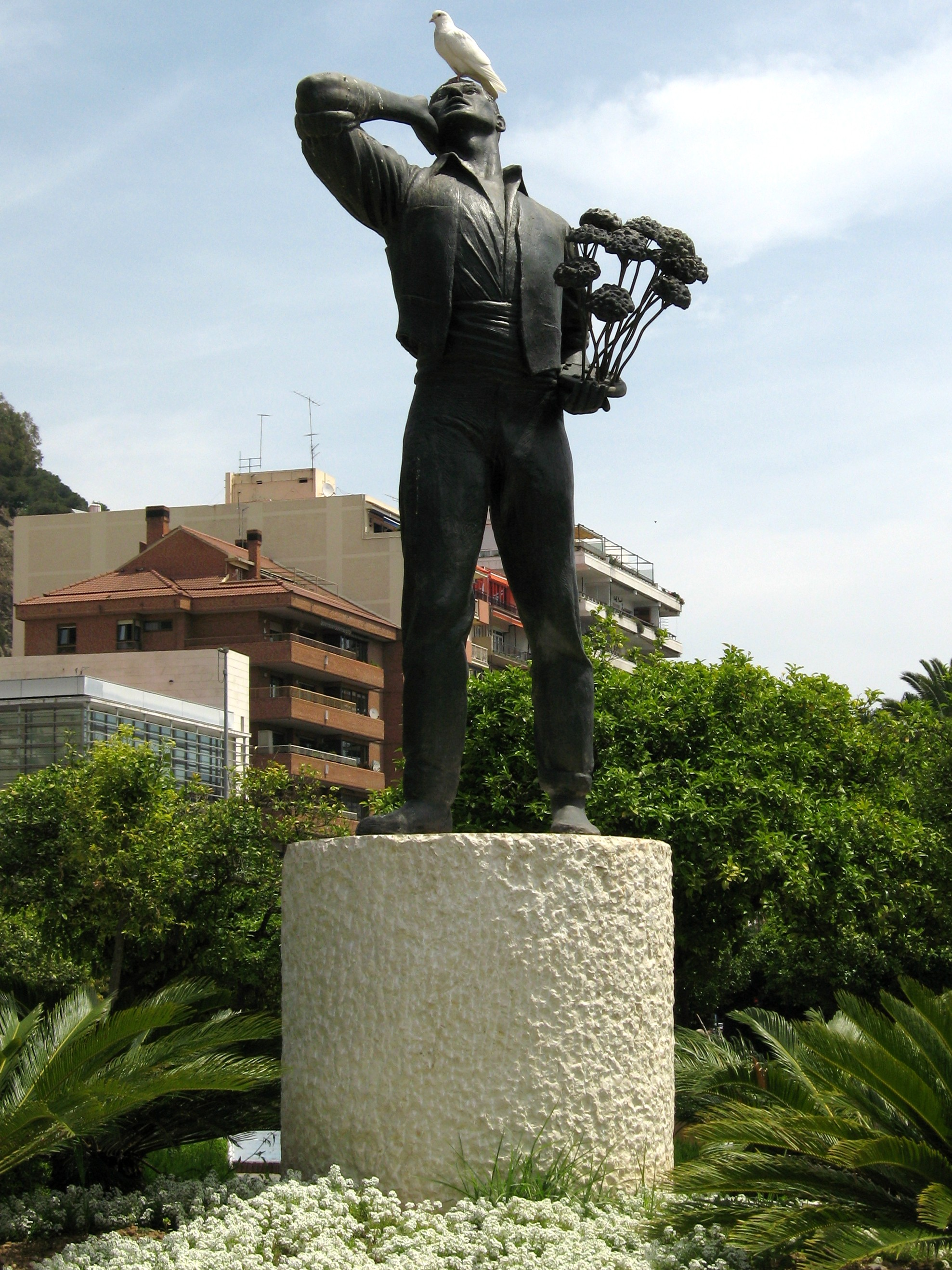
El Biznaguero

## Obra realizada más importante
- Trofeo "El Cenachero" para el Exmo Ayuntamiento de Málaga.
- Medalla de Málaga.
- Monumento a la escultora Anne Grimdalen, Museo en Telemark (Noruega).
- "A las Gaviotas" Parque de Málaga.
- "Gaviotas en vuelo" Parque del Retiro, Madrid.
- "Pescador malagueño", Ayuntamiento de Madrid.
- "Fuente de Lagunillas" Málaga.
- Monumento de Kristiansund, Noruega.
- "Al Cenachero". Plaza de la Marina, Málaga.
- "Al Biznaguero" Plaza de la Marina, Málaga.
- "Al borriquito Platero", Parque de Málaga.
- "Niña de Benalmádena".
- "Juan Breva" Vélez-Málaga.
- "Fuente de los Caballos de Mar" Nueva Orleans (EE. UU.).
- "Virgen Sumergida de Fuensalud" Benalmádena Puerto.
- Al Sr. Ralph Bradford Chandler.
- Cuatro bustos públicos, Mobile (EE. UU.).
- "Al Borriquito". Mobile (EE. UU.).
- "Al Cenachero de Málaga", Plaza de Málaga en Mobile (EE. UU.).
- "Al Doctor Dr. Rafael Ros, Torre del Mar (Málaga).
- A D. Antonio Toré Toré, Torre del Mar (Málaga).
- "Los Tres Elementos" (Privada) Zúrich.
- "A D. Baltasar Peña Hinojosa", Fundador de la Caja de Ahorros Provincial de Málaga.
- "Halcones en vuelo" (Privada) Zúrich.
- Trofeos "Fiesta Taurina en Málaga" (Diario Sur y Corte Inglés).
- Trofeos de cante "Juan Breva. Ayuntamiento de Vélez-Málaga.
- "La Sirenita". Colegio de Arquitectos de Málaga.
- Hotel La Roca. Benalmádena-Costa (Málaga).
- Trofeos Taurinos "El Alguacilillo".
- Busto a D. Desiderio Robles. (Vélez Málaga.).
- "La Niña de la Concha". Plaza de España (Bruselas).
- Monumento "El Niño de Almayate", en la Plaza Escultor Jaime Pimentel. Almayate (Málaga)
- Trofeos "Informaciones de la Axarquía", Torre del Mar. (Málaga).
- Trofeo "Hijo Predilecto", Diputación de Málaga.
- Monumento al Rdo. Juan Estrada, Plaza de Capuchinos (Málaga).
- Busto al Alcalde D. Francisco García Grana, Plaza de la Marina (Málaga).
- "Autorretrato" para el Grupo Novasoft.
- Monumento al Jabegote "Homenaje a los hombres de la Mar", Torre del Mar (Málaga).
- Trofeo para la Asociación de Comerciantes y Empresarios de Rincón de la Victoria (Málaga).
- Trofeo "A los Rapsodas", Rincón de la Victoria (Málaga).
- Trofeo de Poesía "Salvador Rueda". Ayuntamiento de Rincón de la Victoria (Málaga).
- Trofeo de Poesía "Manuel Alcántara", Ayuntamiento de Málaga.
- Busto al poeta Alfonso Canales. En la plaza “Poeta Alfonso Canales” Málaga.
- Monumento a la Mujer, “Alcanzar una Estrella” Vélez Málaga.
- Nueve gaviotas en vuelo” Recinto Musical Eduardo Ocón. Parque de Málaga.
- Donación del óleo “Bautizo de Jesús”. Iglesia de Almayate. Málaga.
- Monumento a la Diosa Fenicia Noctiluca. Paseo Marítimo. Rincón de la Victoria.